# 共和国大学 (乌拉圭)
共和国大学（西班牙語：Universidad de la República）是乌拉圭首都蒙得维的亚市的一所国立大学。共和国大学创设于1849年，为乌拉圭最早的大学。

## 校史沿革
共和国大学由学者达马索·安东尼奥·拉拉尼亚加倡议建于1833年，当时名为奥里韦科学研究所（西班牙語：Casa de Estudios Generales Oribe）；1838年，乌拉圭总统曼努埃尔·奥里韦签署政令，决定学校升格为大学，但因受到乌拉圭内战的影响，大学并没有立即创建，直到1849年才易今名共和国大学，为乌拉圭第一所大学，在创校之初，该校在乌拉圭教育界拥有极大的权力，有权对该国各类学校的教学品质进行监督。直到1935年才放弃了对中学及大学预科的监督权:54。

## 现况
共和国大学是乌拉圭最早成立的公立大学，入学政策宽松，并不向本科生、学术学位硕士生及博士生收取学费，建立了数个专业化的二级学院，并拥有超过10万名各类在校生，也是拉丁美洲在校生人数最多的公立大学之一。